# Lothar van Gogh
Lothar van Gogh (auch Louis van Gogh; * 7. Februar 1888 in Sukabumi, Jawa Barat, Niederländisch-Indien; † 28. Mai 1945 in Cimahi, einem Internierungslager der Japaner) war ein niederländischer Fußballspieler.

## Karriere
Der Stürmer spielte von 1906 bis 1914 für den in Haarlem ansässigen Koninklijke HFC. Er bestritt zwei Länderspiele für die Nationalmannschaft und erzielte zwei Tore. Er debütierte am 14. April 1907 in Antwerpen im Freundschaftsspiel gegen die Nationalmannschaft Belgiens. Obwohl es ein in Freundschaft ausgetragenes Länderspiel handelte, so wollte man dennoch einen Sieger ermitteln, daher endete das Spiel mit 3:1 n. V. für seine Mannschaft.